# Manfred Bergfeld
Manfred Bergfeld (* 13. März 1961) ist ein ehemaliger deutscher Fußballspieler.

## Karriere
Bergfeld bestritt für Borussia Mönchengladbach sechs Bundesligaspiele. In der Saison 1981/82 gab er am 16. Januar 1982 beim Auswärtsspiel im Weserstadion von Werder Bremen beim 1:0-Sieg sein Debüt, als ihn Trainer Jupp Heynckes in die Startformation berief. Bei der Borussia setzte er sich aber im weiteren Verlauf der Saison nicht durch. Die Wege trennten sich zur neuen Spielzeit und Bergfeld wechselte in das Amateurlager zum 1. FC Viersen und später zum SC Jülich 1910.

## Nationalmannschaft
Bergfeld spielte sechsmal für die Deutsche A-Jugend-Nationalmannschaft. Er spielte mit ihr im Winter 1977 ein Jugendturnier in Israel und nahm im Mai 1978 am UEFA-Juniorenturnier, dem Vorgänger der U-18 Europameisterschaft, in Polen teil.

## Sonstiges
Nach seiner Karriere als Fußballer machte sich Bergfeld selbstständig als Inhaber einer Firma für die Restaurierung von Natursteinböden.